# Підгороднянська селищна рада
Підгороднянська се́лищна ра́да — орган місцевого самоврядування в Первомайському районі Миколаївської області. Адміністративний центр — селище міського типу Підгородна.

## Загальні відомості
- Населення ради: 2 762 особи (станом на 2001 рік)

## Населені пункти
- смт Підгородна
- с. Вербова Балка

## Склад ради
Рада складається з 20 депутатів та голови.
- Голова ради: Завгородній Анатолій Васильович
- Секретар ради: Товкіс Олена Віталіївна

### Керівний склад попередніх скликань
| Прізвище, ім'я, по батькові     | Основні відомості                                                | Дата обрання | Дата звільнення |
| ------------------------------- | ---------------------------------------------------------------- | ------------ | --------------- |
| Кубріцька Галина Сергіївна      | Селищний голова, 1955 року народження, член Народної партії      | 26.03.2006   | 31.10.2010      |
| Завгородній Анатолій Васильович | Селищний голова, 1963 року народження, освіта вища, безпартійний | 31.10.2010   |                 |

Примітка: таблиця складена за даними сайту Верховної Ради України

### Депутати
За результатами місцевих виборів 2010 року депутатами ради стали:

#### За суб'єктами висування
| Суб'єкт висування                        | Кількість обраних депутатів | %  |
| ---------------------------------------- | --------------------------- | -- |
| Партія регіонів                          | 16                          | 80 |
| Самовисування                            | 2                           | 10 |
| Політична партія «Сильна Україна»        | 1                           | 5  |
| Прогресивна соціалістична партія України | 1                           | 5  |

#### За округами
| № округу                                 | Прізвище, ім'я, по батькові      | Дата визнання обраним | Освіта             | Партійна приналежність                          | Відомості про обраного депутата                                  |
| ---------------------------------------- | -------------------------------- | --------------------- | ------------------ | ----------------------------------------------- | ---------------------------------------------------------------- |
| Партія регіонів                          |                                  |                       |                    |                                                 |                                                                  |
| 1                                        | Новікова Ірина Миколаївна        | 04.11.2010            | середня спеціальна | член Партії регіонів                            | соціальний працівник                                             |
| 2                                        | Павленко Олена Вікторівна        | 04.11.2010            | вища               | член Партії регіонів                            | Первомайський РВ УМВС України, дізнавач                          |
| 4                                        | Рибченко Валентина Вікторівна    | 04.11.2010            | середня спеціальна | член Партії регіонів                            | Підгороднянський елеватор, пробовідбірник                        |
| 5                                        | Кривуля Наталія Василівна        | 04.11.2010            | вища               | член Партії регіонів                            | Підгороднянська загальноосвітня школа, вчитель початкових класів |
| 6                                        | Чумак Тетяна Володимирівна       | 04.11.2010            | вища               | член Партії регіонів                            | пенсіонер                                                        |
| 7                                        | Кривенко Микола Іванович         | 04.11.2010            | середня            | член Партії регіонів                            | Місцевий пожежний загін, водій                                   |
| 8                                        | Ремесло Людмила Віталіївна       | 04.11.2010            | середня спеціальна | член Партії регіонів                            | Одеськазалізниця, квитковий касир                                |
| 9                                        | Макогоненко Любов Олександрівна  | 04.11.2010            | середня спеціальна | член Партії регіонів                            | Підгороднянська лікарня, медсестра                               |
| 10                                       | Дорошенко Юрій Миколайович       | 04.11.2010            | вища               | член Партії регіонів                            | Підгороднянська загальноосвітня школа, вчитель                   |
| 12                                       | Чайка Володимир Іванович         | 04.11.2010            | середня спеціальна | член Партії регіонів                            | ПЗЕ — 46, головний інженер                                       |
| 15                                       | Валюкова Тетяна Андріївна        | 04.11.2010            | вища               | член Партії регіонів                            | тимчасово не працює                                              |
| 16                                       | Бучковський Володимир Вікторович | 04.11.2010            | вища               | член Партії регіонів                            | підприємець                                                      |
| 17                                       | Герасименко Тетяна Іванівна      | 04.11.2010            | середня спеціальна | член Партії регіонів                            | ДНЗ «Ромашка», вихователь                                        |
| 18                                       | Нагірняк Людмила Валеріївна      | 04.11.2010            | середня            | член Партії регіонів                            | ДНЗ «Ромашка», завгосп                                           |
| 19                                       | Дегтяренко Інна Василівна        | 04.11.2010            | середня спеціальна | член Партії регіонів                            | Підгороднянська селищна Рада, діловод                            |
| 20                                       | Баруздіна Жанна Анатоліївна      | 04.11.2010            | вища               | член Партії регіонів                            | Підгороднянська загальноосвітня школа, вчитель                   |
| Політична партія «Сильна Україна»        |                                  |                       |                    |                                                 |                                                                  |
| 13                                       | Клочко Ольга Володимирівна       | 04.11.2010            | середня спеціальна | член Політичної партії «Сильна Україна»         | тимчасово не працює                                              |
| Прогресивна соціалістична партія України |                                  |                       |                    |                                                 |                                                                  |
| 3                                        | Данішевська Олена Миколаївна     | 04.11.2010            | середня            | член Прогресивної соціалістичної партії України | тимчасово не працює                                              |
| Самовисування                            |                                  |                       |                    |                                                 |                                                                  |
| 11                                       | Товкіс Олена Віталіївна          | 17.01.2011            | вища               | член Партії регіонів                            | Селищна рада, секретар виконкому                                 |
| 14                                       | Волошина Ірина Еміліївна         | 04.11.2010            | середня спеціальна | позапартійна                                    | тимчасово не працює                                              |